# Tomáš Ujfaluši
Újfalusi Tamás (csehül: Tomáš Ujfaluši; Rýmařov, 1978. március 24. –) magyar származású cseh válogatott labdarúgó.

## Pályafutása

### Fiatal évei/Hamburg/Fiorentina
Rymarov-ban született, 18 évesen debütált a SK Sigma Olomouc csapatában. 2000 decemberében külföldre szerződött a német Hamburger SV csapatához, egy 2-1-es hazai győzelemmel debütált a FC Energie Cottbus ellen.
A 2002–2003-as szezonban, segített a Hamburger-nak a negyedik helyen befejezni a bajnokságot. 2004-ben aláírt a frissen visszatérő ACF Fiorentina csapatához. 123 bajnoki mérkőzésen szerepelt a Seria A-ban.

### Atlético Madrid
Újfalusi csatlakozott a Atlético Madrid klubjához 2008-ban. Első szezonjában a negyedik helyen végeztek a La Liga-ban, így indulhattak a Bajnokok Ligájában.
A 2009-10-es szezonban csak a kilencedik helyen végeztek, de megnyerték az Európa-ligát.
2010. szeptember 19-én az FC Barcelona ellen a Vicente Calderón Stadionban, Újfalusi egy kései szereléssel Lionel Messi jobb bokáját megsebesítette. Újfalusi rögtön megkapta a piros lapot és eltiltották két spanyol bajnoki mérkőzéstől.

### Galatasaray
2011. június 20-án 33 évesen aláírt a török első osztályban szereplő Galatasaray SK csapatához.
Első szezonjában egy kivételével minden meccsen játszott, kiérdemelte a csapatkapitányi karszalagot.
Második török szezonjában a 17-esről a 30-as mezszámra váltott. Szeptemberben, az évad elején súlyos sérülést szenvedett. Emiatt csak két meccsen játszhatott az idényben.
Ezután lejárt szerződése, így elhagyta a török csapatot.

#### A válogatottban
Újfalusi első alkalommal 2001-ben, még a Hamburger SV játékosaként debütált a nemzeti csapatban. Részt vett 2004-es labdarúgó-Európa-bajnokságon, a 2006-os labdarúgó-világbajnokságon és a 2008-as labdarúgó-Európa-bajnokságon.
A nemzeti csapat csapatkapitánya is volt. 2009. április 8-án visszavonult a válogatottságtól.

## Sikerei, díjai
- Hamburger SV
  - Német ligakupa: 2003

- Atlético Madrid
  - Európa-liga: 2009–10
  - Európai szuperkupa: 2010

- Galatasaray
  - Török bajnok: 2011–12, 2012–13
  - Török szuperkupa: 2012

## Fordítás
Ez a szócikk részben vagy egészben  a   Tomáš Ujfaluši című angol Wikipédia-szócikk fordításán alapul.  Az eredeti cikk szerkesztőit annak laptörténete sorolja fel. Ez a jelzés csupán a megfogalmazás eredetét és a szerzői jogokat jelzi, nem szolgál a cikkben szereplő információk forrásmegjelöléseként.